# Рожков, Андрей Борисович
Андре́й Бори́сович Рожко́в (род. 28 марта 1971, Свердловск, СССР) — российский актёр телевидения, кино и озвучивания, сценарист, телеведущий. Бывший капитан команды КВН «Уральские пельмени».

## Биография
Заявлял, что в студенчестве мечтал с друзьями попасть в модный дорогой ресторан «Уральские пельмени» — отсюда и возникло название команды КВН. Директор ТО «Уральские пельмени» (декабрь 2016 года — февраль 2018).
В 2018 году Рожков и Вячеслав Мясников запустили проект «Ваши пельмени», с которым начали гастролировать отдельно от прежнего коллектива.
В 2022 году сообщил о планах снять комедийный сериал о директоре промпредприятия в Магнитогорске.

### Личная жизнь
Жена — Эльвира Рожкова. Трое сыновей — Семён, Пётр, Макар.

Занимается футболом, виндсёрфингом, кайтингом, экстремальными видами спорта. Мастер спорта по самбо.

## Работы на телевидении
- «Большая разница» — автор сценария и актёр в первых выпусках
- «Шоу Ньюs» — агент Шоу Ньюs
- «Comedy Club» — Андрей Борисович (выступал в паре с Александром Реввой)
- «Маршрутка» — автор сценария (пилотный выпуск для телеканала «РЕН ТВ», не вышел в свет)[7]
- «Ты смешной!» — ведущий (вместе с Александром Реввой)
- «Южное Бутово»
- «Уральские пельмени» — Актёр, директор команды, бывший капитан команды
- «Валера-TV» — Виталий Кузнецов / Лёва / Михаил Тимофеевич Голованёв
- «Нереальная история» — разведчик Василий Клубникин / учёный Константин Сергеевич
- «Вне родных квадратных метров» — Пётр Шмаков
- «МясорУПка»
- «Большой вопрос» — участник
- «В чёрной-чёрной комнате» — участник (7 выпуск)[8]
- «Стенка на стенку» — участник (4 выпуск)[9]
- «Мама будет против»

## Фильмография
- 2017 — «Везучий случай» — Валера, продавец
- 2021 — «Гриша Субботин» — Михал Михалыч
- 2024 — «Тур с Иванушками» — рыжеволосый алкоголик-заключённый[10]
- 2024 — «Мама будет против» (2 сезон) — Анна Фёдоровна, бабушка Натальи
- 2024 — «Ёлки 11» — Виталий

### Озвучивание
- 2015 — «Бумажки» — читает текст / голоса персонажей[11]
- 2016 — «Волки и овцы: бееезумное превращение» — Клиф
- 2016 — «Сказочный патруль» и его спин-офф — Кот-Учёный
- 2017 — «Гурвинек: Волшебная игра» — Глупсик
- 2021 — «Кощей. Начало» — Кот-Учёный
- 2024 — Екатеринбургский метрополитен — озвучивал информатор на 33-х летие Екатеринбургского метрополитена

## Общественная позиция
В 2013 году поддержал Евгения Ройзмана на выборах мэра Екатеринбурга.
Во время президентских выборов 2018 года был доверенным лицом Владимира Путина.
В 2020 году поддержал вынесенные Владимиром Путиным на общероссийское голосование поправки в Конституцию и снялся в агитационном ролике.
В 2022 году выступил в поддержку Ельцин-центра.
В 2022 году поддержал вторжение России на Украину.